# 빌 풀먼
빌 풀먼(Bill Pullman, 1953년 12월 17일 ~ )은 미국의 배우이다. 연극 전공으로 석사 학위를 받고 몬태나 주립 대학교에서 부교수를 지내던 중 전문 연기자로 변신하였다.

## 출연 작품

### 영화
- 행복한 인질 (1986)
- 스페이스볼 (1987)
- 악령의 관 (1988)
- 우연한 방문객 (1988)
- 두 남자와 한 여자 (1990)
- 잠수 특전대 (1991)
- 뉴스보이 (1992)
- 클럽 싱글즈 (1992)
- 그들만의 리그 (1992)
- 써머스비 (1993)
- 맬리스 (1993)
- 미스터 존스 (1993)
- 시애틀의 잠 못 이루는 밤 (1993)
- 여자 둘 남자 셋 (1994)
- 와이어트 어프 (1994)
- 라스트 시덕션 (1994)
- 당신이 잠든 사이에 (1995)
- 꼬마 유령 캐스퍼 (1995)
- 인디펜던스 데이 (1996)
- 폭력의 종말 (1997)
- 로스트 하이웨이 (1997)
- 브로크다운 팰리스 (1999)
- 플래시드 (1999)
- 더 길티 (2000)
- 럭키 넘버 (2000)
- 타이탄 A.E. (2000)
- 29 팜스 (2002)
- 그루지 (2004)
- 디어 웬디 (2005)
- 무서운 영화 4 (2006)
- 와인 미라클 (2008)
- 이상한 나라의 피비 (2008)
- 킬러 인사이드 미 (2010)
- 브링잉 업 바비 (2011)
- 로라 버서스 (2012)
- 더 언빌리버스 (2013) - 다큐멘터리
- 범죄의 제국 (2014)
- 더 이퀄라이저 (2014)
- 아메리칸 울트라 (2015)
- LBJ (2016)
- 인디펜던스 데이: 리써전스 (2016)
- Trouble (2017)
- 워킹 아웃 (2017, Walking Out)
- 빌리 진 킹: 세기의 대결 (2017) - 잭 크레이머 역
- 더 발라드 오브 레프티 브라운 (2017, The Ballad of Lefty Brown)
- 더 이퀄라이저 2 (2018)
- 다크 워터스 (2019)
- 나의 첫 번째 슈퍼스타 (2020) - 맥스 역

### 텔레비전
- 토치우드 (2011)
- 1600 펜 (2012-13)
- 더 시너 (2017-21)